# Mein Leben (Alexander Herzen)

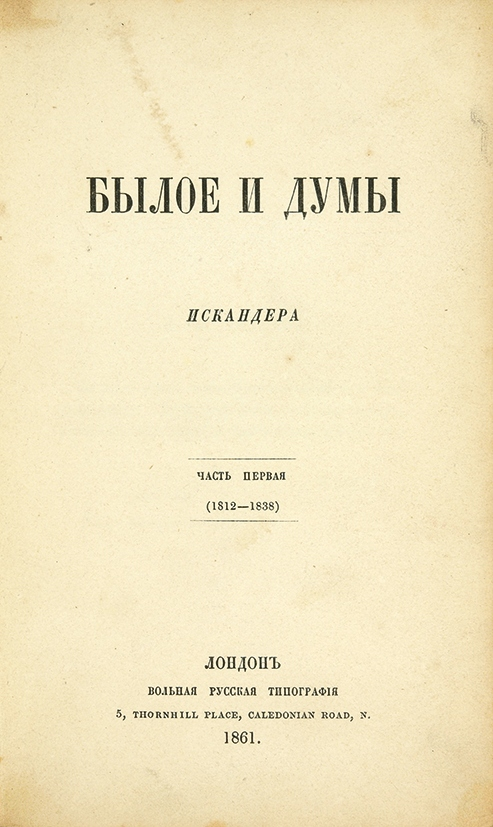
Umschlag der Erstausgabe des ersten Bandes von Herzens Memoirenwerk

Mein Leben (mit dem Originaltitel russisch Былое и думы / Byloje i dumy, wiss. Transliteration Byloe i dumy) ist ein berühmtes Memoirenwerk von Alexander Herzen (1812–1870), das nicht nur als der Höhepunkt von Herzens Werk gilt, sondern auch als ein bedeutendes Dokument der russischen Geschichte und Kultur. Seine Lebenserinnerungen wurden in den Jahren 1852–1868 geschrieben und sind Nikolai Ogarjow (1813–1877) gewidmet. Das Werk liefert ein ungewöhnlich breites Panorama des russischen und europäischen Lebens des 19. Jahrhunderts.

## Autor

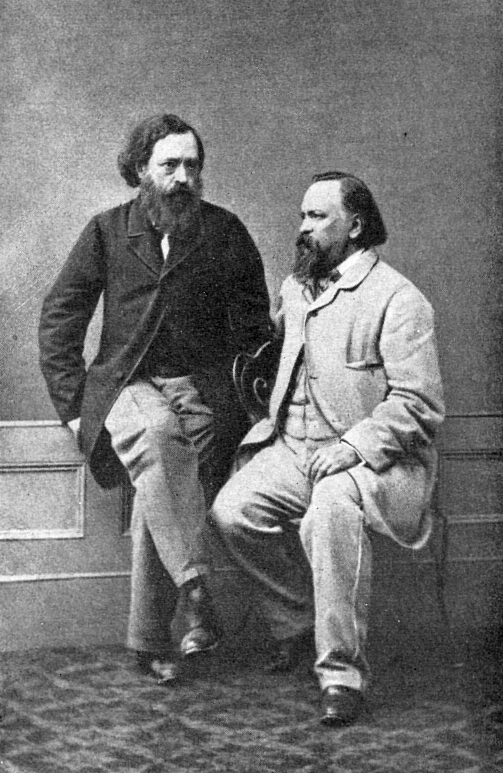
Nikolai Ogarjow (links) und Alexander Herzen

Alexander Iwanowitsch Herzen, der vielfach als der geistige Vater des russischen Sozialismus angesehen wird, war der uneheliche Sohn der aus Stuttgart stammenden Luise Haag und des russischen Adligen Iwan Alexejewitsch Jakowlew. Nach dem Kosenamen seiner Mutter („Mein Herz“) bildete sein Vater seinen Namen.
Er war wegen freisinniger Äußerungen wiederholt in Haft und wurde wegen sozialistischer Propaganda in den Osten Russlands verbannt. Seit 1842 war er als Verfasser geistvoller Schriften bekannt, bis er bald nach dem Tod seines Vaters 1847 als überzeugter Westler auswanderte, 1853 eine Druckerei in London gründete, mit der er gegen das Autokratenregime in seiner Heimat tätig wurde, und durch seine Schriften in englischer, russischer und deutscher Sprache internationale Bedeutung gewann. Seit 1864 lebte er in der Schweiz, später in Frankreich, zuletzt stand er im Verkehr mit Bakunin, sich den Anarchisten nähernd.
Seine Memoiren sind nicht nur eine Aufzeichnung seines eigenen Lebens, das er zunächst in Russland im Schatten der zaristischen Unterdrückung und später im selbstgewählten Exil in verschiedenen Ländern Europas verbrachte, sondern auch eine unvergleichliche Darstellung der großen Ereignisse und Themen seiner Zeit.
Als ein scharfer Kritiker des Russischen Reiches hatte Herzen einen großen Einfluss auf die junge Generation russischer Dichter, sogar Fjodor Dostojewski beurteilte seine Werke als "the best philosophy not only in Russia but in Europe".
Herzen wurde schon von seinen Zeitgenossen für seine Aufrichtigkeit, Beobachtungsgabe, sein literarisches Geschick und seine Zivilcourage gelobt. Sein Talent für literarische Porträts erlaubte es ihm, den Charakter von Tschaadajew, W. G. Belinski, T. N. Granowski, M. A. Bakunin, Garibaldi, Owen und vielen anderen seiner Freunde und Weggefährten einzufangen, von Persönlichkeiten der russischen Geschichte und der Weltgeschichte.
Über Petscherin beispielsweise berichtet Herzen, der Hellenist „wurde Jesuitenpater und verbrennt jetzt protestantische Bibeln in Irland“.

## Gliederung
1. Teil. Kinderstube und Universität (1812–1834)
2. Teil. Gefängnis und Verbannung (1834–1838)
3. Teil. Wladimir am Kljasma (1838–1839)
4. Teil. Moskau, Petersburg und Nowgorod (1840–1847)
5. Teil. Paris – Italien – Paris (1847–1852)
6. Teil. England (1852–1864)
7. Teil. Die Freie Russische Druckerei und "Die Glocke"
8. Teil. Bruchstücke 1865–1868

Es ist weiter folgendermaßen untergliedert:

## Bedeutung
Der russische Literaturhistoriker D. S. Mirsky (1890–1939) hebt in seiner Geschichte der russischen Literatur die Bedeutung des Werkes folgendermaßen hervor: 

„Для большинства читателей эта автобиография остаётся главной книгой Герцена. Её привлекательность главным образом в её свободе и очевидной искренности. Не то, чтобы в ней вовсе не было позы, — Герцен слишком француз и слишком романтик, чтобы обойтись без позы. Герцен — один из последних великих русских писателей, выросших на французском языке, и ничуть не боится честного и неприкрытого галлицизма. Это язык человека, который одинаково свободно говорит на многих языках. Но это именно его, герценовский язык, и он обладает совершенно стихийной жизненной силой. В нём очарование свободы и непосредственности, это текучая и богатая речь страстного, блестящего собеседника.
Герцен — великий портретист-импрессионист, и его впечатления (impressions) об отце и других родных, о московских идеалистах и вождях европейской революции незабываемо-живые. Легкость его прикосновения, скользящего, без всякого нажима, сообщает этим портретам на диво убедительную подвижность. Не менее замечательны те пассажи книги, где он подводит под свой рассказ широкую историческую базу; в первых частях, повествующих о его жизни до ссылки, содержится самый широкий, самый правдивый и самый проницательный обзор русской социальной и культурной истории первой половины девятнадцатого столетия. Это великая историческая классика.
dt. Übers.: Für die meisten Leser bleibt diese Autobiografie das wichtigste Buch von Herzen. Ihr Reiz liegt vor allem in ihrer Freiheit und offensichtlichen Aufrichtigkeit. Nicht, dass es überhaupt keine Pose gäbe - Herzen ist zu französisch und zu sehr Romantiker, um auf Pose zu verzichten. Herzen ist einer der letzten großen russischen Schriftsteller, die mit der französischen Sprache aufgewachsen sind, und er scheut sich keineswegs vor einem ehrlichen und unverhohlenen Gallizismus. Es ist die Sprache eines Mannes, der ebenso viele Sprachen beherrscht. Aber es ist eben seine, Herzens Sprache, und sie hat eine ganz und gar spontane Vitalität. Sie hat den Charme von Freiheit und Unmittelbarkeit, diese flüssige und reichhaltige Rede eines leidenschaftlichen, brillanten Gesprächspartners.
Herzen ist ein großer impressionistischer Porträtist, und seine Eindrücke (frz. impressions) über seinen Vater und andere Verwandte, über Moskauer Idealisten und Führer der europäischen Revolution sind unvergesslich lebendig. Die Leichtigkeit seiner Berührung, das Gleiten ohne Druck, verleiht diesen Porträts eine wunderbar überzeugende Flüssigkeit. Nicht weniger bemerkenswert sind die Passagen des Buches, in denen er seine Geschichte auf eine breite historische Basis stellt; die ersten Teile, die sein Leben vor dem Exil schildern, enthalten den breitesten, wahrheitsgetreuesten und eindringlichsten Überblick über die russische Sozial- und Kulturgeschichte der ersten Hälfte des 19. Jahrhunderts. Es ist ein großer historischer Klassiker.“